# Arameos
Los arameos (arameo antiguo: 𐤀𐤓𐤌𐤉𐤀, siríaco: ܐܪ̈ܡܝܐ ܣܘܪ̈ܝܝܐ, Oromoye / Suryoye) también conocidos como  siríacos son un grupo étnico autóctono de la Mesopotamia y el Levante, en el Oriente Próximo. Su región de origen, conocida en la literatura antigua como Aram, se extendía por lo que hoy es el sureste de Turquía, Siria y el norte de Irak. Los arameos hablan y escriben varias variantes modernas del arameo, que alguna vez fue el idioma principal de Medio Oriente. Los arameos fueron uno de los primeros pueblos en convertirse a la fe cristiana y pertenecen al cristianismo siríaco (arameo).
El genocidio sayfo creó una diáspora aramea mundial. La opresión y persecución activa de los cristianos arameos hasta la fecha ha llevado a que se establezcan principalmente en Europa, América del Norte y Australia.

## Historia

#### Conexión entre amorreos y arameos
Desde hace algún tiempo se investiga la posible conexión entre los arameos y los amorreos. Los amorreos habitaban la misma región. Antes de que se fundaran los reinos arameos (1215-732 a. C.), los amorreos se asentaron en las mismas zonas. Existe una continuidad geográfica, histórica y lingüística (parcial) entre las tribus amorrea y aramea.
La zona geográfica donde se asentaron los antiguos amorreos corresponde a la zona ocupada por las tribus arameas a finales del segundo milenio a. C. Se sugiere que con el tiempo los amorreos culturales llegaron a ser llamados "arameos" y la tierra de la que procedían era Aram.

### Antigüedad

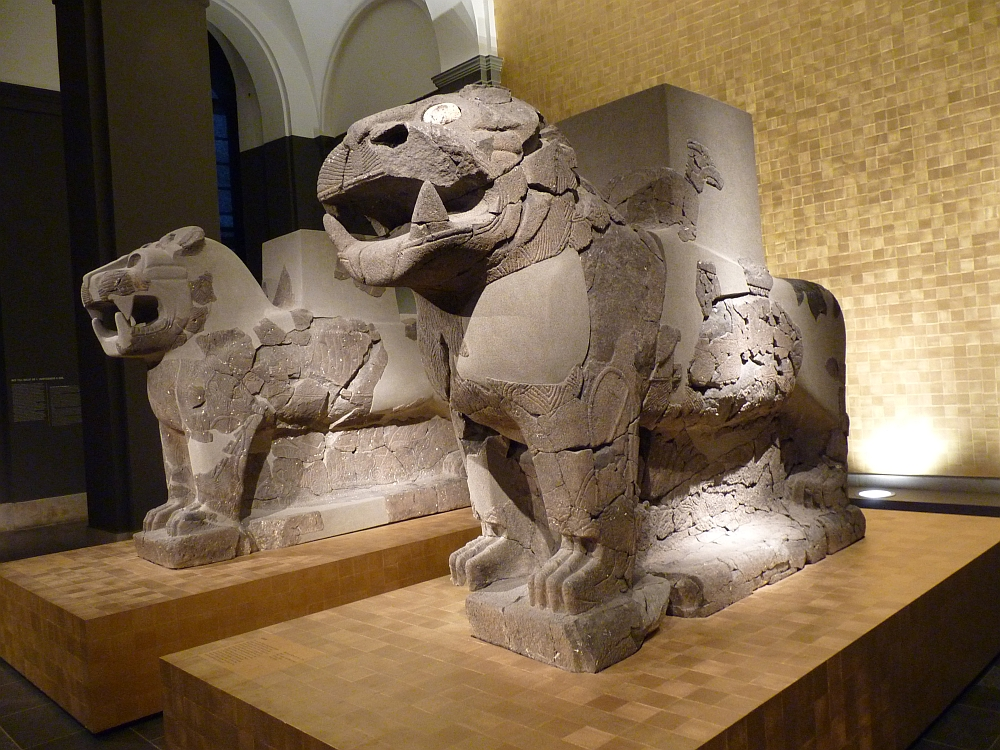
Leones guardianes arameos de Tell Halaf

Los arameos trazan sus líneas genealógicas hasta su antepasado homónimo, Aram, hijo de Sem, hijo de Noé.
El primer registro del pueblo arameo en escritura cuneiforme data del año 2300 a. C. Durante el período de la Edad del Bronce Final, los arameos se extendieron por todo el Cercano Oriente. Desde el año 1100 a. C. Los arameos comenzaron a establecer varios estados en el Levante y Mesopotamia.
La patria de los arameos, donde fundaron varios reinos, se llama Aram. Los principales reinos-estado arameos en la antigüedad fueron: Nasibina, Aram-Damasco, Bit-Zamani, Padan-Aram, Bit-Halupe, Bit-Bahiani, Aram Zobah, Hamath, Bit-Adini y Bit-Gabbari.
Muchos nombres de reinos, ciudades-estado, ciudades y pueblos arameos contienen el término «Aram» para enfatizar su origen arameo, o comienzan con «Bit/Beth», que significa «casa/tierra de». Debido a la fuerte presencia de arameos entre los ríos Tigris y Éufrates, esta zona cultural llegó a ser conocida como Aram-Naharaim: 'el Aram entre los dos ríos'.
Referencias tempranas a un lugar o gente de "Aram" han aparecido en los archivos de Mari (c. 1900 a. C.) y en Ugarit (c. 1300 a. C.). Según el epígrafe de la estatua del rey Idrimi de Alalakh, Canaán podría considerarse como país en el siglo XV a. C., siendo que es nombrado reiteradamente en la Biblia como «tierra prometida». El primer testimonio histórico concluyente sobre los arameos como pueblo apareció en las inscripciones de Tiglat Pileser I (c. 1100 a. C.).
Los ajlamu han sido relacionados con los arameos. Esta etnia, cuyas ocupaciones abarcaban desde la agricultura hasta el saqueo entre los siglos siglo XIV - XII a. C., ha sido asociada con los arameos al observárseles transitando juntos en Mesopotamia. Poco se conoce de esta gente, salvo por las reseñas que se describen en una carta recibida por el rey de Babilonia Kadashman-Enlil II, que envió el rey hitita Hattusili III, donde se menciona a los pendencieros akhlamu como bandoleros salteadores de caminos. En varios escritos de Assurnasirpal II (883-859 a. C.) se cita a los akhlamu-arameos que fueron desterrados desde el alto Tigris, en Bit-Zamani, al país de Assur. Estas bandas de nómadas, posteriormente podrían haber pasado a conocerse con el apelativo de uno de sus clanes, los arameos.

Su primera mención data de finales del siglo XII a. C. En torno a esos años, después de la crisis del final de la Edad del Bronce, en las regiones de la Siria moderna, se establecieron numerosos estados cuyos gobernantes se identificaban como arameos. El más conocido de ellos fue el reino de Aram-Damasco, que alcanzó su apogeo en la segunda mitad del siglo IX a. C. durante el reinado del rey Hazael. Estos reinos se habían originado por la unión de tribus seminómadas, procedentes de tierras marginales, con las antiguas ciudades estado de origen amorreo e hitita. Es por ello que la cultura aramea de los primeros siglos de la Edad de Hierro se mezcla con la llamada "neohitita", integrando un conjunto de tradiciones heredadas de la Edad del Bronce.

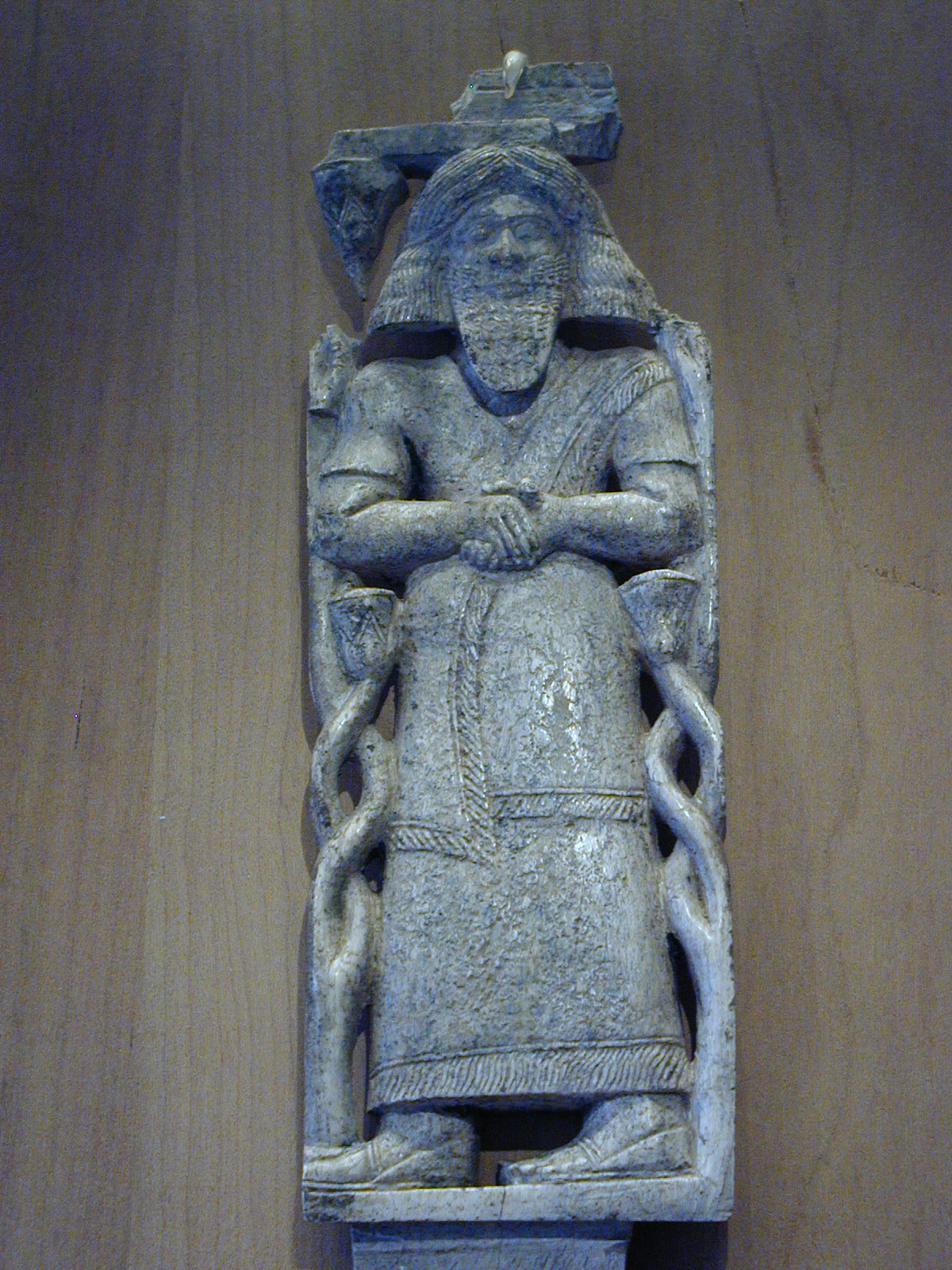
Rey Hazael de Aram-Damasco que reinó entre 842 y 796 a. C.

Algunos de los principales reinos de aramea fueron Aram-Damasco, Bit-Zamani, Hamath, Bit Adini, Bit Bahiani, Bit Hadipe, Aram-Bet Rehob, Aram-Zobah, Nasibina, Bit-Halupe. Según la Biblia, Saúl, David y Salomón (finales de los siglo XI - X a. C.) lucharon contra los pequeños reinos arameos que se extendían por la frontera norte de Israel: Aram-Sôvah en Beqaa, Aram-Bêt-Rehob (Rehov) y Aram- Ma'akah alrededor del monte Hermón, Geshur en el Hauran y Aram-Damasco.Aram-Damasco alcanzó su apogeo a finales del siglo IX a. C., bajo el mando de Hazael, quien luchó contra los asirios. El relato de un rey arameo sobre su victoria sobre la Casa de David, que data al menos dos siglos después, el Tel Dan Stele, fue descubierto en el norte de israel. Gran parte de Israel  estuvo bajo el dominio arameo durante ocho años, según el libro de los Jueces (Jueces 8:10), hasta que Otoniel derrotó a las fuerzas dirigidas por Chushan-Rishathaim, un rey de Aram-Naharaim.

#### aramización del Oriente Próximo
A partir del siglo IX a. C., los reinos arameos de Siria sufrieron las ofensivas del Imperio asirio, que a partir del siglo VIII a. C. Finalmente conquistó todo el Levante. Los reinos arameos fueron luego transformados uno por uno en provincias asirias. Los arameos fueron deportados por los conquistadores. Esto provocó una expansión acelerada de los arameos en varias partes del Cercano Oriente y Mesopotamia. A través de esto también se difundió su lengua, el arameo. Los arameos se convirtieron en dominantes a través del aumento numérico en Mesopotamia. Poco a poco el Oriente Medio se fue aramización.
Las poblaciones arameas estuvieron bajo el dominio de los imperios sucesivos de Asiria, Babilonia (612-539 a. C.) y  Persia (539-331 a. C.). Bajo estos últimos, la lengua y la cultura arameas experimentaron una expansión aún mayor. El arameo fue la lengua franca del imperio Aqueménida y suplantó, antes o después, a las lenguas locales como el fenicio, el moabita o el hebreo. El creciente número de arameos y su dominio condujeron a la aramización. Este proceso, conocido como aramización, afectó a toda la población y dio origen a una entidad cultural embrionaria, que compartía una lengua y una determinada visión del mundo.

### Periodo helenístico
En el periodo helenístico, después de las conquistas de Alejandro Magno, los arameos como pueblo formaban la mayoría de la población del reino Seleúcida, donde eran conocidos como sirios. Fuera de las ciudades helenizadas, todos los habitantes del interior eran de habla aramea; los descendientes de los asirios, los galileos, samaritanos, judíos e idumeos, e incluso los nabateos. Aunque el griego fuese nueva lengua vehicular, usado en las relaciones con los soberanos seleúcidas y luego el Imperio Romano, el arameo era la lengua de comunicación cotidiana.

#### Terminología étnica
Los términos «sirio/siríaco» fueron adoptados por los propios arameos durante la conversión al cristianismo. El término «sirio/siríaco» permite a los arameos distantes identificarse con su antiguo nombre e identidad precristianos. El sirio se convirtió gradualmente en sinónimo de arameo cristiano. De este modo, el enfoque de los arameos sobre el cristianismo se distingue de los antiguos (y) paganos arameos y sus rituales.
Los arameos, arameo y aram a menudo se llaman sirios/siríacos, siríaco y siria en arameo y en otros idiomas. La sustitución de los términos arameo, arameo y aram se inició durante el siglo V d. C., cuando los antiguos griegos comenzaron a utilizar la etiqueta siríaco para los arameos y su lengua. Durante este período comenzó a ganar aceptación entre las élites literarias y eclesiásticas arameas. La práctica de utilizar etiquetas siríacas para designar a los arameos y su lengua era muy común entre los antiguos griegos y, bajo su influencia, también se volvió común entre los romanos y bizantinos.

Dionosis Bar Salibi, El obispo siriaco ortodoxo de Omid, (Diyarbakir 1171 †), también llamado la estrella del siglo XII, dice en su libro 'A los armenios': Los armenios dicen: ¿De quién descienden ustedes, que son siríacos por raza? A ellos les diremos: Vosotros tampoco sabéis de quién descendéis. Fuimos nosotros, los siríacos, quienes informamos a vuestros autores y les revelamos que descendéis de Togarma. En cuanto a nosotros, los siríacos, descendemos de Sem, y nuestro padre es Kemuel (el) hijo de Aram, y a partir de este nombre de Aram a veces también se nos llama en los libros con el nombre de arameos.
Dionysius Bar Salibi

sin embargo somos hijos de Aram y de este nombre somos llamados arameos en la historia.
Dionysius Bar Salibi

### Osroena

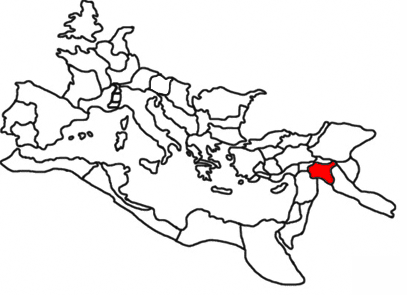
Osroene

El reino de Osroena (también llamado reino de Edesa), bajo el liderazgo del rey Abgar, que también desempeñó un papel importante en la cristianización del pueblo, desarrolló el dialecto arameo de Edesa, que surgió como un dialecto hablado no escrito. Luego se introdujo como el idioma principal hablado por los arameos hasta el día de hoy. El reino de Osroena es visto como uno de los últimos reinos arameos que cayó en el 244 d. C. Según diversas fuentes, Osroena se convirtió en el primer estado cristiano del mundo en el año 200 d. C. La mayoría de los osroena eran arameos con una mezcla de griegos y partos.
La conversión de algunos reinos de origen arameo al cristianismo, Edesa especialmente, revitalizó la lengua y la cultura aramea. En esta época, la lengua, ahora conocida como siríaca, adoptó un nuevo alfabeto, el estrángelo, y dio origen a una copiosa literatura. Se han desarrollado dos escrituras siríacas más a partir de Estrangelo. La escritura serto siríaca occidental y el alfabeto madenhoyo siríaco oriental. Si bien el Cercano Oriente de los siglo I - VII d. C. estaba bajo el control del Imperio romano y del Imperio parto, luego persa sasánida, culturalmente era arameo.

### Imperio de Palmira

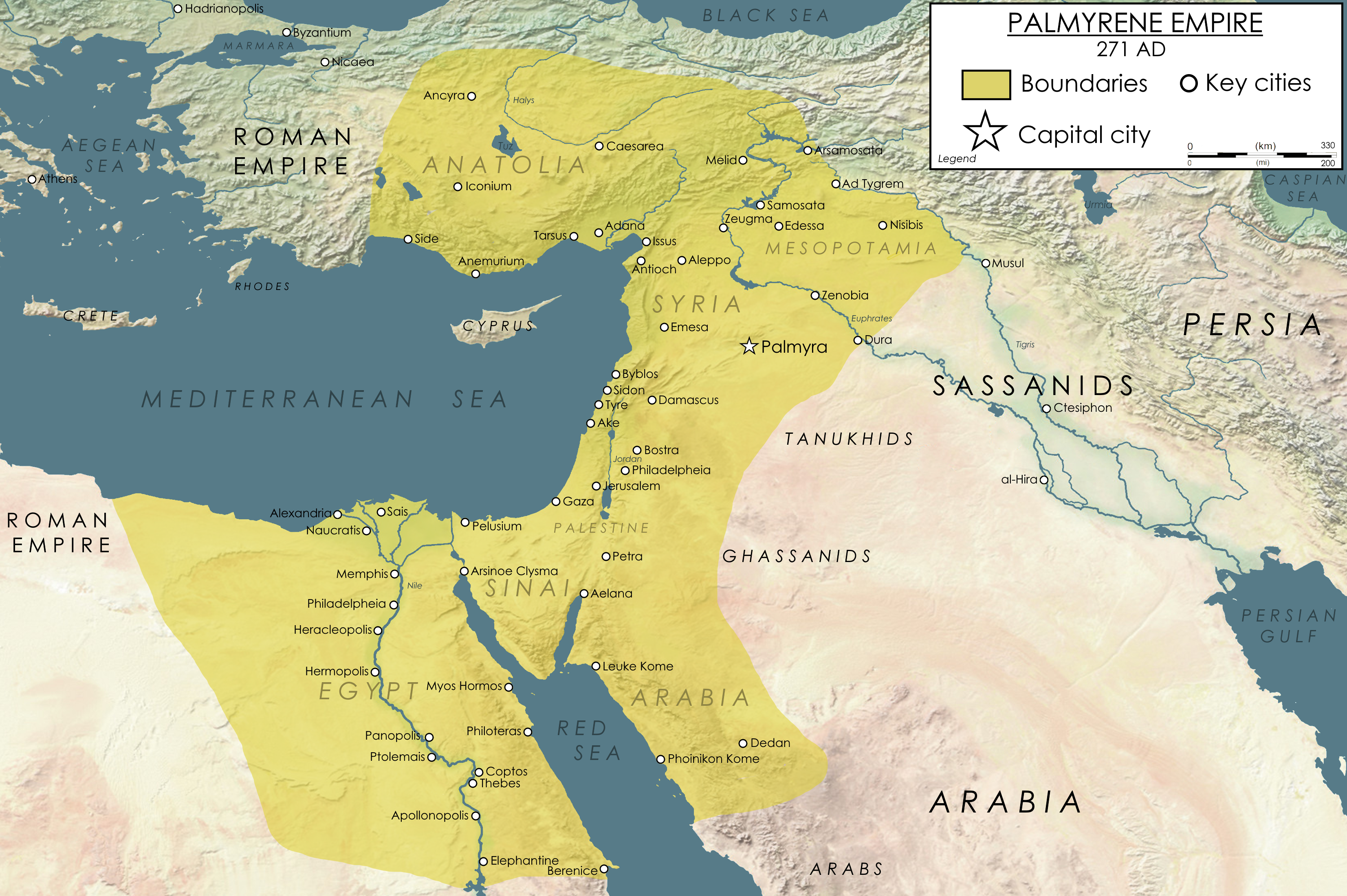
El Imperio de Palmira alcanzó su máxima extensión en el año 271 d. C.

En el año 260 d. C. Se fundó el reino arameo de Palmira. El Imperio Palmireno, que debe su nombre a su capital, se separó del Imperio Romano en el año 270 d. C. El Imperio Palmireno fue gobernado por la reina aramea Zenobia. Zenobia y su ejército conquistaron una gran parte del Medio Oriente en poco tiempo. El Imperio Palmireno fue independiente hasta que fue derrotado por el Imperio Romano en el año 272 d. C.
Aunque el Imperio Palmireno duró poco, se recuerda por haber sido gobernado por una de las mujeres más ambiciosas y poderosas de la antigüedad.
Con la llegada del Imperio Romano, los reinos arameos fueron desplazados, pero la lengua y la cultura arameas continuaron desempeñando un papel destacado en el desarrollo de Oriente Medio.

### Escuela de Nisibis, Escuela de Edesa y Escuela de Antioquía
En los siglos III y IV d. C. Se fundaron varias escuelas (teológicas) importantes. Las más destacadas fueron la escuela de Edesa, la escuela de Nisibis y la escuela de Antioquía. La Escuela de Edesa fue una escuela teológica cristiana de gran importancia para el mundo arameo. Fue fundada ya en el siglo II por los reyes de la dinastía Abgar de Osroene.
Alrededor del 350 d. C. La Escuela de Nisibis fue fundada por Jacob de Nisibis. La escuela constaba de tres departamentos básicos donde se enseñaba teología, filosofía y medicina. La escuela Nisibis a veces es llamada la primera universidad del mundo. Otra ciudad donde se enseñó teología desde una fecha temprana fue Qennishrin. Esta ciudad era una diócesis cristiana pero luego fue elevada a la dignidad de archidiócesis autocéfala. La ciudad está situada a 25 km al suroeste de Alepo.
En estas escuelas teológicas estudiaron grandes escritores arameos como Efrén de Siríaca, Isaac de Antioquía y Jacob de Serag.

### Era de oro de los arameos y la literatura aramea
El período comprendido entre el siglo V y el siglo IX se considera la edad de oro de los arameos y su literatura. En la historia de los pueblos antiguos y modernos, no hay época como aquella en la que los arameos se hicieron famosos por sus logros médicos, filosóficos e históricos tanto en el idioma arameo como en el griego. El período vio la mayor producción de textos arameos en disciplinas como la filosofía, la lógica, la medicina, las matemáticas, la astronomía, la alquimia, la historia, la teología, la lingüística y la literatura.
Algunos de los autores más destacados incluyen a los poetas Narsai y Jacobo de Sarug, los comentaristas bíblicos Ishodad de Merv y Juan de Dara, los científicos Sergio de Rish Ayno, Severus Seboght y los lingüistas Jacobo de Edesa, Antón de Takrit e .
El siglo V también fue testigo de la división de la Iglesia cristiana en muchas facciones. Con el tiempo, surgieron numerosos debates teológicos que dieron lugar a la creación de numerosos escritos sobre el tema. Los apologistas Filoxenos de Mabbug y Babi el Grande y los teólogos Dadisho, Isaac de Nínive, Timoteo I, Moshe Bar Kefo y Theodore Bar Koni abordaron las controversias cristológicas que surgieron de la división.
Muchas de estas actividades teológicas y científicas se concentraron en escuelas y monasterios como la Escuela de Edesa, la Escuela de Nisibin, Escuela de Qenneshrin y el Monasterio de Mor Gabriel. Este último todavía está en uso.

### Edad Media
Se considera que la aramización de Oriente Medio terminó con la conquista árabe-musulmana en el siglo VII. Sin embargo, muchos elementos de la cultura aramea se integraron en la cultura árabe de siglos posteriores, porque las poblaciones de habla aramea constituían una parte significativa de las poblaciones convertidas.
Los arameos, entonces, persistieron conservando su lengua y el cristianismo, aunque en número decreciente, durante el dominio de los califas, los cruzados, los fatimíes y el imperio otomano, y continúan siendo un grupo étnico importante en la actualidad, especialmente en Siria e Irak.
Los arameos formaron un bloque inédito y elemental en la historia del Próximo Oriente desde el siglo XII a. C. a partir de los desplazamientos migratorios que tenían lugar desde el desierto a las zonas fértiles. 
Los arameos se aislaron en Tur Abdin y siguieron siendo dominantes en la región que ahora es el sureste de Turquía. Hasta finales del siglo XIII la mayoría eran arameos. A principios del siglo XIV, los arameos fueron víctimas de la limpieza étnica bajo el gobernante mongol Timur-Lenk. Los arameos fueron erradicados en muchas ciudades y pueblos, especialmente en lo que hoy es el sureste de Turquía. Como resultado, muchos monasterios e iglesias fueron reemplazados en altas montañas para pasar desapercibidos para los enemigos, como sucedió con el Monasterio de Mor Augin.

### Imperio Otomano
Dentro del Imperio Otomano había cuatro mijos de origen arameo: el mijo siríaco ortodoxo (también llamado mijo siríaco antiguo), el mijo siríaco católico, el mijo caldeo católico y un mijo nestoriano. Cada mijo estaba dirigido por su propio patriarca. Al principio, los arameos estuvieron durante mucho tiempo bajo el control del millet armenio, pero en el siglo XIX cada movimiento de la iglesia aramea fue adquiriendo poco a poco su propio millet. 

### Tiempos modernos
Los arameos han contribuido mucho a la civilización mundial como pueblo con sus conocimientos, su lengua y su comercio a lo largo de la historia, pero han sido severamente oprimidos y perseguidos a lo largo de la historia y todavía siguen oprimidos hasta el día de hoy. Se estima que durante las masacres de Diyarbakir de 1893-1896, fueron asesinados unos 25.000 arameos.

#### Genocidio sayfo
A lo largo de la historia, los arameos como pueblo han contribuido mucho a la civilización mundial con su conocimiento, idioma y comercio, pero han sido severamente oprimidos y perseguidos a lo largo de la historia y todavía lo están hasta el día de hoy. En el período 1915-1920, cientos de miles de arameos que vivían en el norte de Mesopotamia (lo que hoy es el sudeste de Turquía y el noroeste de Irán) fueron deportados, pasados hambre y asesinados sistemáticamente por soldados otomanos y paramilitares kurdos.
El genocidio sayfo se refiere a la matanza masiva y deportación de cristianos arameos en el sureste de Anatolia y la provincia de Persia en Azerbaiyán por parte de tropas otomanas y tribus kurdas durante la Primera Guerra Mundial. El asesinato en masa de arameos comenzó el 15 de junio de 1915 en Diyarbakir. Según varias fuentes y testigos presenciales, cientos de miles de arameos que vivían en el norte de Mesopotamia fueron deportados por la fuerza, pasados hambre y asesinados. Se estima que entre 275.000 y 300.000 arameos fueron masacrados por las tropas otomanas y sus aliados kurdos. En muchas ciudades todos los hombres arameos fueron asesinados y las mujeres tuvieron que huir. Estas masacres a menudo se llevaron a cabo por iniciativa de políticos locales y tribus kurdas. La exposición, las enfermedades y el hambre durante la huida de los arameos aumentaron el número de muertes y, en algunas zonas, las mujeres fueron sometidas a abusos sexuales de forma generalizada. Los arameos que vivían más al sur, en lo que hoy es Siria e Irak, no fueron objeto de genocidio. El genocidio provocó una migración a gran escala de arameos que vivían en Turquía a países vecinos como Siria, Irán e Irak, así como a otros países vecinos en Oriente Medio y sus alrededores, como Palestina/Israel, Líbano y Armenia.
Los arameos se refieren al genocidio arameo con la palabra ܣܝܦܐ Sayfo. El genocidio sayfo tuvo lugar simultáneamente y estuvo estrechamente relacionado con el genocidio armenio, aunque el genocidio sayfo se considera menos sistemático. Los actores locales desempeñaron un papel más importante que el gobierno otomano, pero también ordenaron ataques contra ciertos arameos.

#### secuelas
Después del genocidio sayfo de 1915, Ignacio Aphrem I Barsoum viajó por la patria aramea para buscar a los sobrevivientes del genocidio. El patriarca Aphrem I Barsoum también viajó por Europa a ciudades como Lausana, Ginebra y París para representar a los arameos a nivel internacional. Aphrem Barsoum trabajó en la reconstrucción del pueblo arameo y de la Iglesia Ortodoxa Siríaca y realizó varias actividades para que esto sucediera.
En 1933, la sede de la Iglesia Ortodoxa Siríaca se trasladó de Mardin a Homs en Siria debido a la mala situación política en Turquía. Desde 1959, la sede se encuentra en Bab Tuma, Damasco, la capital de Siria. 
Diversas opresiones y persecuciones, como las masacres de Diyarbakir, las masacres de Hakkari de 1843 y 1846, el genocidio sayfo, las masacres de Simele, la guerra civil siria, la guerra de Irak y el ascenso de ISIS en 2014, han dado lugar a que los arameos se establezcan principalmente en el mundo occidental.

#### SigloXXI
El número de arameos en Turquía se estima en aproximadamente 30.000. Se encuentran principalmente en el sureste de Turquía, pero también en grandes ciudades como Estambul y Ankara. El sureste de Turquía (la zona entre Mardin y Cizre), llamado Tur Abdin por los arameos, tiene una historia cultural antigua que se remonta a siglos antes de Cristo. Los arameos son una parte importante de la historia de esta región. En el período bizantino y los primeros siglos del Islam, Tur Abdin estuvo enteramente habitada por cristianos arameos. El cristianismo está muy extendido dentro de los límites de la zona: Mardin en el oeste, la antigua Hasankeyf en el norte, Cizre en el este y Nusaybin en el sur. La población de esta región vive principalmente en zonas rurales y se dedica a la agricultura y la ganadería.
La viajera británica Gertrude Bell visitó la región en 1909. Las Mil y Una Iglesias es el título de su relato de viaje, debido a las iglesias y monasterios de cientos de años de antigüedad en la región de Tur Abdin.

#### Israel
n Israel, los arameos son reconocidos como una etnia separada de los árabes. Bajo la dirección del Ministerio del Interior, las personas nacidas como arameos cristianos pueden registrarse como arameos desde septiembre de 2014. También está permitido enseñar en arameo. Después del registro, la etnia aramea figura en los documentos de identidad de los ciudadanos cristianos arameos. Anteriormente, los ciudadanos arameos estaban registrados como árabes.
Turquía
En la ciudad aramea de Midyat en Turquía, los arqueólogos descubrieron en 2022 la ciudad subterránea más grande del mundo. La ciudad fue construida por arameos cristianos que habitaban la ciudad. Los arameos cristianos fueron perseguidos por los romanos en los siglos II y III y fueron obligados a adorar a los dioses romanos. En el siglo II d. C., el cristianismo aún no era una religión oficial. Se han excavado 49 cámaras subterráneas excavadas en la toba porosa. Se cree que en total vivieron bajo tierra entre 60.000 y 70.000 personas.
En 2023, se inauguró una nueva iglesia ortodoxa siríaca en Estambul. Esta es la primera iglesia nueva en la historia de la República de Turquía. Con la presencia del presidente turco Recep Tayyip Erdoğan, la iglesia se inaugurará oficialmente en octubre de 2023. La iglesia está dedicada a San Efrén el Siríaco. La arquitectura está inspirada en las iglesias y monasterios ortodoxos siríaca de la región de Tur Abdin de la provincia de Mardin.

## Distribución geográfica

### Patrias
La tierra natal indígena de los arameos era conocida en la antigüedad como Aram. Esta zona se extendía por el sureste de Turquía, Siria, Líbano y el norte de Irak actuales. La patria aramea contiene las ciudades de Urhoy (Urfa), Omid (Diyarbakir), Mardin, Midyat, Azech (Idil), Gzirto (Cizre), Damasco, Alepo, Hama, Homs, Harran, Al-Hasakah, Qamishli, Sadad, Alqosh, Mosul, etc.

### Turquía
En Turquía viven unos 25.000 arameos. Debido a las migraciones y opresiones, la mayoría de los arameos se han establecido en el mundo occidental y en grandes ciudades como Estambul.
Tur Abdin se encuentra en el sureste de Turquía, entre Mardin al oeste, Cizre al este, Hasankeyf al norte y Nusaybin al sur. El nombre Tur Abdin se traduce del arameo como montaña de los siervos [de Dios]. La zona tiene una historia que se remonta a siglos antes de Cristo. Los arameos son una parte importante de la historia de esta región. Durante el período bizantino y los primeros siglos del Islam, Tur Abdin estuvo habitada enteramente por arameos cristianos. Hasta el genocidio sayfo en 1915, los arameos eran mayoría en esta región.
También en otras partes de Anatolia los arameos eran mayoría en muchos lugares. Por ejemplo, hay un informe del año 1137 que habla de que toda la población de Adana era aramea.
La Iglesia Ortodoxa Siria estaba centrada en los monasterios de Mor Hananyo y Mor Gabriel. Fuera de la región de Tur Abdin, los arameos vivían en ciudades y pueblos en Diyarbakir, Sanliurfa, Adiyaman, Harput, Adana, Antakya y Viransehir y sus alrededores. Los nestorianos arameos se establecieron en Hakkari.

### Siria
Los arameos tienen una historia de más de 3000 años registrada en Siria. Antes del genocidio sayfo, los arameos estaban asentados principalmente en ciudades y pueblos como Homs, Sadad, Hama, Alepo, Damasco y Ras Al-Ayn.
Durante el genocidio sayfo hubo una afluencia de refugiados arameos a lo que entonces era el Mandato Francés de Siria. Posteriormente se fundaron varias aldeas y pueblos. La ciudad de Qamishli fue construida por refugiados arameos que provenían principalmente de la región de Tur Abdin. Qamishli se ha convertido ahora en una de las ciudades más grandes de Siria. La sede del Patriarca Ortodoxo Siríaca se trasladó primero de Mardin a Homs en 1933 y luego a Damasco, antaño capital de un importante reino arameo.

### Irak
Antes de la guerra de Irak, la población estaba formada por 2 millones de arameos. Los arameos son indígenas del norte de Irak, donde se encuentra asentado el mayor número de ellos. Arameos de diversas denominaciones viven en la llanura de Nínive y sus alrededores. En el norte de Irak también vive un número relativamente grande de armenios, kurdos, alevitas y yazidíes. El mayor número de arameos vivía en Mosul. Cuando el EI llegó al poder en Mosul a finales de 2013, aproximadamente 160.000 arameos huyeron de la ciudad. Desde hace algún tiempo se han llevado a cabo campañas de presión infructuosas para que se cree una región autónoma en Irak para los arameos cristianos.
En Irak también vive un número significativo de mandeos. Una minoría de ellos todavía habla mandeo, una variante del arameo. Los mandeos son un grupo etnorreligioso, con raíces arameas, formado por seguidores del mandeísmo.

### Diáspora aramea
El inicio de la gran diáspora aramea surgió a raíz del genocidio sayfo de 1915, en el que el pueblo cristiano buscó refugio en Estados Unidos, Brasil y Argentina. Estas comunidades a menudo se han asimilado a la nueva cultura en la que se encuentran. En las décadas de 1960 y 1970, miles de hombres arameos llegaron desde Turquía a Europa occidental sobre la base del Acuerdo de Asociación entre la Unión Europea y Turquía. Al principio por invitación de empresas de Europa, más tarde también por iniciativa propia.
El ascenso del nacionalismo turco y panárabe jugó un papel importante en el drástico descenso de la población aramea. En Turquía, los arameos debían tener un apellido turco y los nombres centenarios de ciudades y pueblos en lengua aramea se cambiaron al turco.
Se pueden encontrar grandes comunidades de la diáspora aramea en Alemania, Suecia, Estados Unidos y Australia. Las comunidades arameas más grandes de Europa se encuentran en Södertälje, Gütersloh, Gießen y Twente.

## Lengua aramea

Difusión de la lengua aramea

El arameo es una lengua semítica del noroeste que se originó en el antiguo Aram y se desarrolló entre los arameos. El arameo pertenece a las lenguas semíticas y se utiliza desde el año 700 a. C. hasta el siglo III d. C. el idioma principal en el Medio Oriente. El arameo también fue el idioma de Jesucristo y los apóstoles. Debido a la expansión de los arameos por gran parte de Oriente Medio, su lengua también se extendió y se introdujo como lengua oficial de imperios como Babilonia y el Imperio Persa. El idioma se utilizó como idioma diplomático y comercial. Cinco siglos antes de la era cristiana, el arameo también se llamaba arameo imperial. Este arameo imperial también se utilizó en el imperio babilónico, pero alcanzó su apogeo entre el siglo  VI y el 330 d. C. Continuó ejerciendo su influencia mucho tiempo después.
Por nombrar algunos ejemplos: En Afganistán se encontró un texto bilingüe griego/arameo que describe la conversión del rey indio Aśoka al budismo (± 250 a. C.). Este texto también es evidencia de la influencia del arameo, una influencia que se extendió incluso más allá de las fronteras del antiguo imperio persa. Palmira (en arameo Tadmur), ubicada al este de Damasco en el desierto sirio, fue la capital de un floreciente estado comercial arameo en los dos primeros siglos d. C., que utilizaba el arameo como lengua de comunicación. Las inscripciones continúan hasta el 272 d. C.
El arameo tiene varios dialectos. Los dialectos del idioma que una vez desarrollaron los antiguos arameos precristianos todavía existen hoy y son hablados en el Cercano Oriente principalmente por cristianos arameos, judíos mizrajíes y, en menor medida, por musulmanes árabes.

### Lenguas neoarameas
Las variantes arameas habladas contemporáneas se clasifican en la ciencia y el mundo académico y se denominan con los términos técnicos neoarameo (o arameo moderno). Las variantes se dividen en 3 grupos geográficos específicos.
- Neoarameo occidental (ܣܪܝܘܢ, Siryon) hablado en las ciudades arameas de Malula, Jubb'adin y Bakh'a, al noreste de la capital siria, Damasco.[76][77][78][79][80][81]

- Neoarameo central (ܛܘܪܝܐ, Turoyo) hablado originalmente en la región de Tur Abdin en el sureste de Turquía. El neoarameo central está representado por Turoyo. Mlahso, una variante recientemente extinta, se hablaba cerca de Diyarbakir, en el norte de Mesopotamia.[82][83][84][85][78]

- Neoarameo del noreste (A menudo se utiliza un término general: ܣܘܪܝܬ, Sureth), a diferencia de los otros dos grupos, el neoarameo del noreste consta de muchas variantes habladas por arameos y judíos. Las variantes pueden diferir mucho entre sí. La inteligibilidad mutua con otros hablantes varía de una región a otra y, a menudo, de un pueblo a otro. El neoarameo nororiental se hablaba en el este de Mesopotamia, desde el Tigris al este, el hakkari en el sureste de Turquía, una gran zona que se extendía desde la llanura de Urmia en el noroeste de Irán hasta las regiones de la llanura de Nínive, Erbil, Kirkuk y Duhok en el norte Irak. También hubo oradores en ciudades del sur de Irak.[83][86][12]

El neomandeo, otra variante del arameo todavía hablada por una minoría de mandeos, está en peligro de extinción. Según diversas fuentes, los mandeos descienden de los arameos.
Debido a las opresiones y migraciones, las variantes arameas también se hablaban fuera de sus regiones lingüísticas de origen. Turoyo también se volvió dominante en Qamishli después del genocidio sayfo. Qamishli fue construida por supervivientes del genocidio sayfo, la mayoría de los cuales procedían de Tur Abdin. Ibrahim Ḥanna, el último hablante fluido de mlaḥsô, también murió en Qamishli en 1998.
Los arameos nestorianos emigraron por primera vez de Hakkari a Irak durante el genocidio sayfo en 1915. Un número significativo huyó por segunda vez como resultado de las masacres de Simele y estableció aldeas a lo largo del río Jabur en Siria. Como resultado, su lengua, el neoarameo nororiental, se convirtió en la lengua dominante en esta zona.

### Escritura aramea

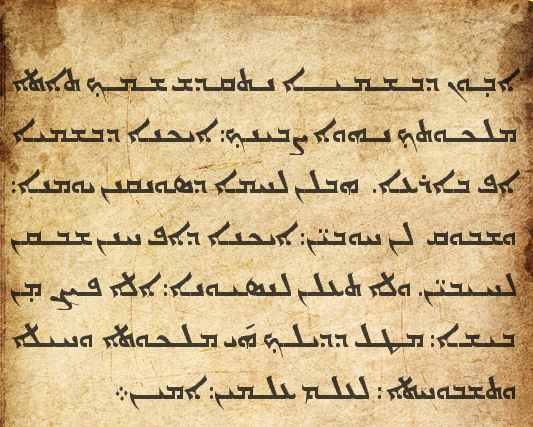
El padrenuestro en escritura estrangelo en arameo

El alfabeto siríaco actual se lee de derecha a izquierda y desciende del antiguo alfabeto arameo. Aproximadamente el 90% de la literatura aramea está escrita en este alfabeto. El alfabeto tiene 22 letras que representan consonantes, tres de las cuales también pueden usarse para representar vocales. Los sonidos de las vocales los proporciona la memoria del lector o mediante signos diacríticos opcionales. El siríaco es una escritura cursiva en la que algunas, pero no todas, las letras de una palabra están conectadas. Se utilizó para escribir la lengua aramea desde el siglo I d. C.
La forma más antigua y clásica del alfabeto se llama Estrangelo. Aunque Estrangelo ya no se utiliza como escritura principal para escribir en siríaco, se utiliza digitalmente para comunicarse en arameo. El dialecto arameo siríaco oriental generalmente se escribe en la forma madenhoyo del alfabeto, que a menudo se traduce como "conversacional" o "contemporáneo", lo que refleja su uso en la escritura neoaramea. El dialecto arameo siríaco occidental generalmente se escribe en la forma serto del alfabeto. La mayoría de las letras se derivan claramente de Estrangelo, pero son líneas suaves y simplificadas.
Las palabras siríaco y arameo se utilizaron tanto para el idioma como para el alfabeto. Por tanto, el siríaco puede referirse al dialecto arameo de Edesa (Urfa). Debido a sus orígenes en Edesa (Urfa), el siríaco también se llama arameo edesano (Urhoyo). El siríaco es una continuación directa y el mejor desarrollo del arameo. Además, siríaco puede referirse a la lengua/escritura aramea. Las palabras siríaco y arameo se convirtieron en sinónimos y se usaron indistintamente. No sólo el dialecto de Edesa se llama siríaco. Por ejemplo, el dialecto arameo de Maaloula se llama "Siryon" (siríaco) en arameo, mientras que no es el dialecto siríaco del arameo.
El reino arameo de Osroene se considera la patria lingüística del arameo edesano (siríaco). La mayoría de los habitantes de Osroene eran arameos.

## Cultura aramea
Muchos elementos culturales de la cultura aramea se originan en gran medida en el cristianismo siríaco. La Iglesia Ortodoxa Siríaca ha desempeñado un papel importante en la cultura aramea desde el primer siglo después de Cristo. Otros elementos provienen de la geografía, la literatura, la arquitectura, la danza y la música arameas.

### Arquitectura

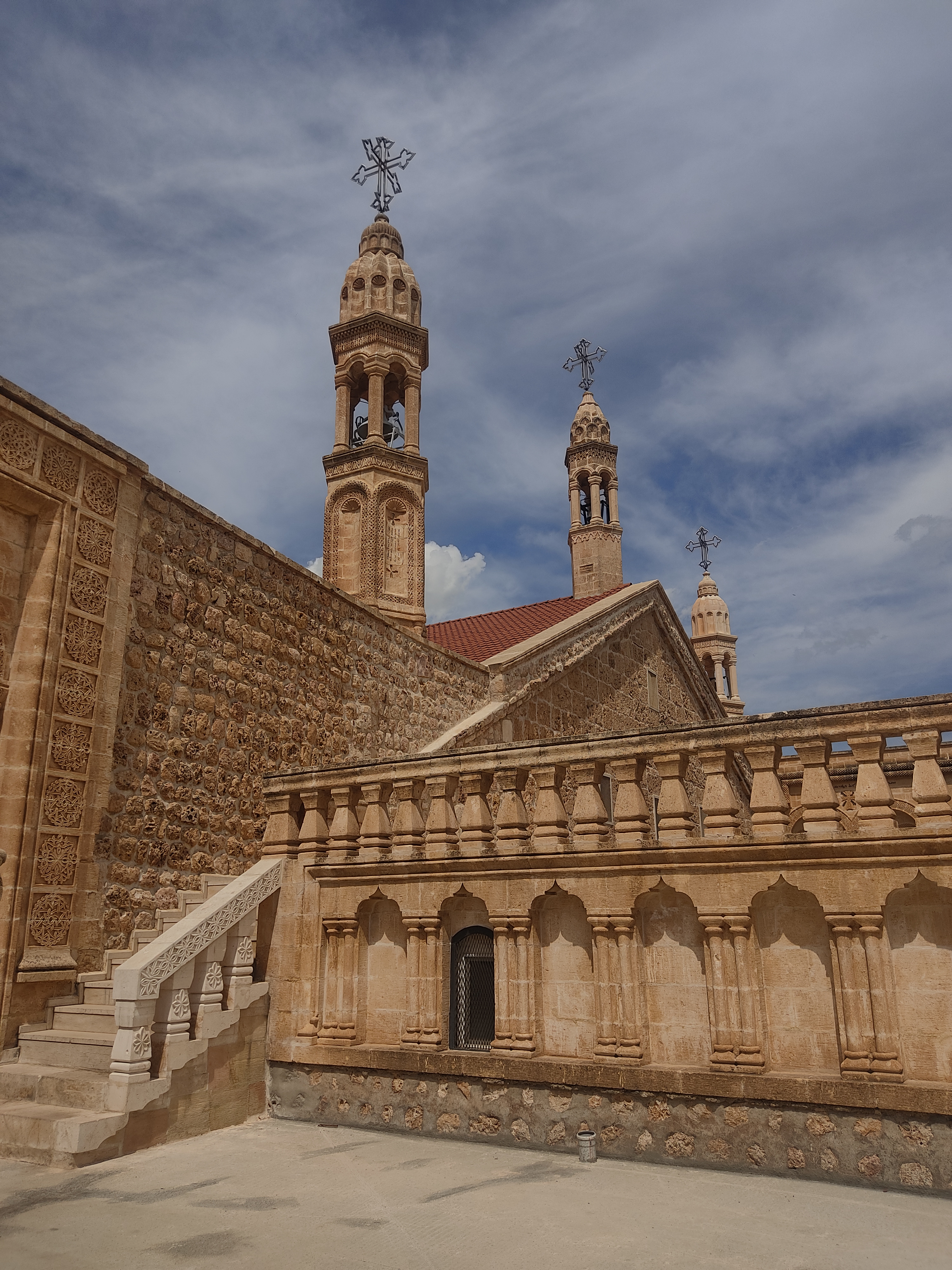
Arquitectura aramea en el monasterio de Mor Gabriel

La región de Tur 'Abdin y otras partes de la tierra aramea eran conocidas por su arquitectura única. Por ejemplo, el centro histórico de la ciudad de Midyat es conocido por su riqueza arquitectónica y cultural. Las iglesias, monasterios, casas y otros edificios históricos importantes son conocidos por su piedra caliza blanca y sus tallas en piedra. Los edificios tienen paredes gruesas. Estos gruesos muros sirven para mantener los edificios frescos en verano y cálidos en invierno. Todas las casas de piedra de Midyat y el resto de Tur 'Abdin fueron construidas a mano en la Antigüedad. En Midyat, las piedras de los muros exteriores se han decolorado hasta adquirir una especie de tono marrón dorado. Hay muchos huertos de uvas alrededor de los edificios. Su cosecha se destina principalmente a la viticultura. Midyat también tiene un comercio activo de joyas y utensilios de plata.

### Cocina
La cocina aramea tiene muchas similitudes con la cocina mediterránea en general y la cocina de Oriente Medio. Los platos típicos arameos son el aprag, el kutle, el fasuliye, el shamborek y el tlawhe. Los postres más conocidos son el baklava y varios tipos de klicha (galletas) que suelen servirse en Navidad, Pascua y otras ocasiones.
Una bebida típica de la cocina es el Dauwghe. Además, los arameos eran conocidos tanto en la Antigüedad como en la actualidad por el vino de las montañas Turo D'Izlo. En la Biblia hebrea, el profeta Ezequiel habla en el libro bíblico del mismo nombre (27:19) sobre "vasos de vino de Izla".

### Deporte

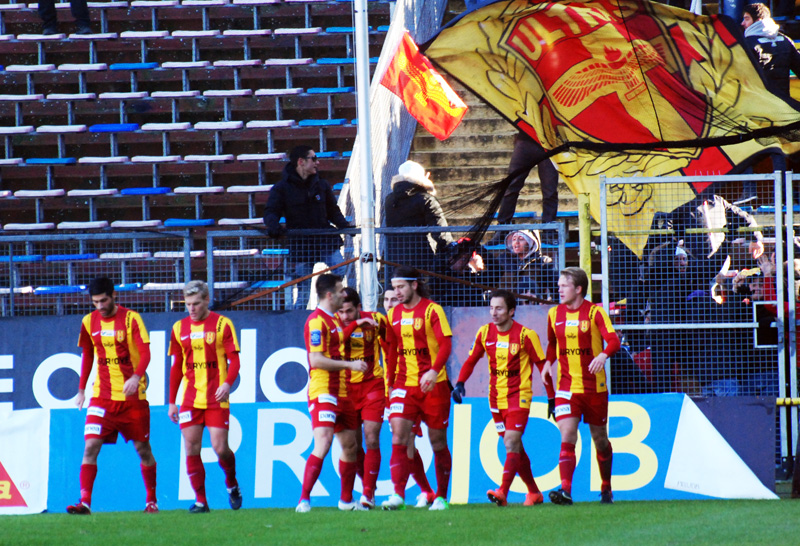
Syrianska FC, fundado en 1977 por inmigrantes arameos en Södertalje, condado de Estocolmo, Suecia

Un deporte en el que los arameos triunfan en Europa es el fútbol. En Suecia, el club de fútbol Syrianska FC fue fundado en 1977 por arameos. El Syrianska FC jugó al fútbol en la máxima división de fútbol de Suecia de 2011 a 2014. Los arameos suelen ver al Syrianska FC como el equipo de fútbol que representa a los arameos en todo el mundo. Además, en 1980 se fundó el club de fútbol Arameiska-Syrianska IF, que juega al fútbol en la tercera división más alta de Suecia. Los arameos han fundado clubes de fútbol en varios países.

### Música
La primera música folclórica aramea se desarrolló a partir de la música religiosa de la Iglesia Ortodoxa Siríaca de Antioquía. La música aramea contemporánea es una mezcla de música folclórica tradicional aramea y géneros musicales como el pop o el arabesco del Medio Oriente.
Los cantos y melodías siro-arameos se han conservado desde los inicios del cristianismo. La música sacra de la Iglesia Ortodoxa Siríaca ya existía en los primeros siglos d. C. El Beth Gazo es un libro litúrgico siro-arameo que contiene una colección de cantos y melodías siríacos.
Los cantantes famosos de los tiempos modernos son Fuad Ispir, Jalil Ma’ilo, Ishok Yakub, Jan Karat, Shikri Bar Lahdo, Matay Ishok, Cebrael Aryo, Habib Mousa, Indravus Bagandi y Fehmi Bagandi.

### Danzas
Los arameos tienen varias danzas tradicionales que se realizan en todo el mundo, generalmente en ocasiones como bodas, celebraciones comunitarias y otros eventos. La mayoría de las danzas folclóricas arameas son danzas en círculo. Los cuatro más famosos son: hurze, da katfothe (la danza del hombro), bagiye y shekhane. La rapidez con la que se realiza un baile depende del tempo del ritmo.

## Religión

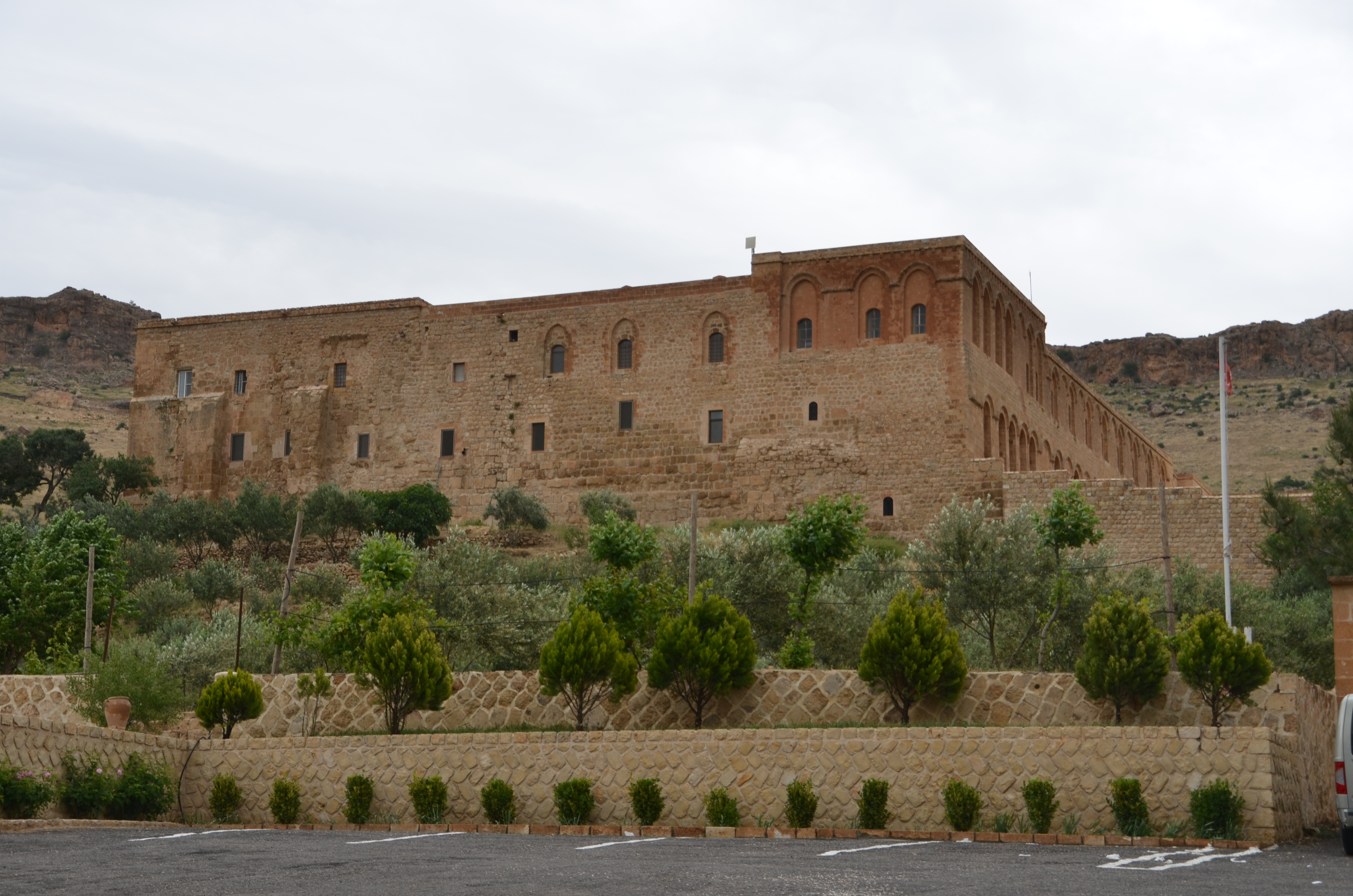
El Monasterio de Mor Hananyo (493 d. C.) fue la sede del patriarcado de la Iglesia Ortodoxa Siríaca desde 1160 hasta 1932 d. C.

Los arameos son considerados uno de los primeros pueblos en adoptar el cristianismo. La mayoría de la población aramea en Europa y los Países Bajos son miembros de la Iglesia Ortodoxa siríaca de Antioquía (SOK). La Iglesia Ortodoxa Siríaca es también la iglesia madre original y, por tanto, la iglesia más antigua de los arameos. Aunque la Iglesia ortodoxa siríaca sigue siendo la iglesia siríaca más grande, la iglesia ha pasado por varios cismas y divisiones. El pueblo arameo es predominantemente cristiano y pertenece a una de las siguientes iglesias:

#### Rito siríaca occidental
- Iglesia ortodoxa siríaca de Antioquía[57][98] (iglesia madre)
- Iglesia católica siríaca (en comunión con la Iglesia católica romana)
- Iglesia católica maronita (en comunión con la Iglesia católica romana)

#### Rito siríaca oriental
- Iglesia católica caldea (en comunión con la Iglesia católica romana)

- Iglesia de oriente (nestoriano)

#### Rito bizantino
- Iglesia ortodoxa griega de Antioquía (rum).

- Iglesia greco-católica melquita (rum) (en comunión con la Iglesia católica romana).